# Гологан, Овидиу
Овиди́у Голога́н (рум. Ovidiu Gologan; 14 мая 1912, Констанца, Румыния — 26 апреля 1982, Бухарест, Румыния) — румынский кинооператор.

## Биография
С 1936 года снимал материалы для киножурналов, выпусков новостей и другой кинодокументалистики. Так, например, в 1944 году во время освобождения Бухареста от фашистов снимал вступление Советской Армии в румынскую столицу (совместно с И. Косма). С 1951 года стал работать в игровом кино. Сотрудничал с известными румынскими режиссёрами, такими как Виктор Илиу, Ливиу Чулей, Георге Витанидис и другими. Лучшим в его творческой карьере считается фильм «Лес повешенных».

## Избранная фильмография

### Оператор
- 1943 —  / Rabdare Tanase! (к/м)
- 1946 —  / Floarea reginei
- 1949 —  / Scrisoarea lui Ion Marin catre Scînteia (док. к/м)
- 1951 — Жизнь побеждает / Viata învinge
- 1953 — Внуки горниста / Nepotii gornistului
- 1954 — С Маринчей что-то случилось / Cu Marincea e ceva (к/м)
- 1955 —  / Dupa concurs (к/м)
- 1956 — Счастливая мельница / La moara cu noroc
- 1961 —  / Ziua unei artiste (док.)
- 1963 —  / Lumina de iulie
- 1964 — Лес повешенных / Pădurea spânzuraților
- 1966 — Переэкзаменовка, господин профессор / Corigenta domnului profesor (с Юлиусом Друкманом)
- 1967 — Трижды Бухарест / :ro:De trei ori BucureștiDe trei ori București
- 1968 — Приключения Тома Сойера / Les Aventures de Tom Sawyer (мини-сериал, с Робером Лефевром[фр.])
- 1968 — Смерть индейца Джо / Moartea lui Joe Indianul (с Робером Лефевром)
- 1970 — Замок обреченных / Castelul condamnatilor
- 1970 — Сотворение мира / Facerea lumii
- 1972 — Чиприан Порумбеску / Ciprian Porumbescu (с Аурелом Костракевичем)
- 1973 — Кантемир (Дмитрий Кантемир) / Cantemir

## Награды
- 1964 — премия за превосходное изображение УНИАТЕК («Лес повешенных»)